# Krasnoje (Belgorod, Krasnenski)
Krasnoje (russisch Кра́сное) ist ein Dorf (selo) in der Oblast Belgorod in Russland mit 2158 Einwohnern (Stand 14. Oktober 2010).

## Geographie
Der Ort liegt etwa 150 km Luftlinie ostnordöstlich des Oblastverwaltungszentrums Belgorod unweit der Grenze zur Oblast Woronesch auf der Mittelrussischen Platte.
Krasnoje ist Verwaltungszentrum des Rajons Krasnenski Sitz der Landgemeinde Krasnenskoje selskoje posselenije, zu der weiterhin die Dörfer Kisseljowka (6 km nordöstlich), Malinowo (7 km ostnordöstlich), Polnikowo (3 km südöstlich) und Swistowka (8 km nordöstlich) gehören.

## Geschichte
Das Entstehungsjahr des Dorfes ist unbekannt, unter anderem, weil der Ortsname in der Region relativ häufig ist; er steht in seiner zeitgenössischen Bedeutung für „schön“, also hier etwa „Schönes Dorf“. Möglicherweise wurde Krasnoje Mitte des 17. Jahrhunderts, spätestens jedoch in der ersten Hälfte des 18. Jahrhunderts gegründet. Es gehörte zum Ujesd Korotojak (dessen Verwaltungssitz, heute Dorf, lag etwa 35 km ostnordöstlich), ab 1779 Teil der Statthalterschaft Woronesch und ab 1796 des Gouvernements Woronesch. Mitte des 19. Jahrhunderts wurde Krasnoje Sitz einer Wolost.
Mit der Auflösung des Ujesds Korotojak kam das Dorf am 4. Januar 1923 zum Ujesd Ostrogoschsk und mit der Einführung der Rajongliederung am 30. Juli 1928 zum Korotojakski rajon. Nach Bildung der Oblast Woronesch am 13. Juni 1934 wurde am 18. Januar 1935 ein Ukolowski rajon mit Sitz in Krasnoje ausgewiesen; die abweichende Rajonbezeichnung nach den ältesten Dörfern des Gebietes, Staroukolowo und Nowoukolowo, wurde zur Vermeidung von Verwechslungen mit dem in dieser Zeit ebenfalls zur Oblast gehörenden Krasninski rajon mit Sitz in einem weiteren Dorf namens Krasnoje gewählt, heute in der Oblast Lipezk.
Im Zweiten Weltkrieg war das Gebiet vom 5. Juli 1942 bis zum 18. Januar 1943 von der deutschen Wehrmacht sowie ungarischen Truppen der 2. Armee besetzt.
Am 5. Oktober 1957 erhielt der Rajon seine heutige Bezeichnung nach dem Verwaltungssitz Krasnoje. Am 7. Dezember 1962 wurde er aufgelöst und sein Territorium in den Alexejewski rajon integriert. Am 25. Februar 1991 wurde der Krasnenski rajon wiederhergestellt.

### Bevölkerungsentwicklung
| Jahr | Einwohner |
| ---- | --------- |
| 1795 | 1239      |
| 1859 | 2056      |
| 1897 | 2671      |
| 1939 | 2543      |
| 1959 | 2742      |
| 2002 | 2322      |
| 2010 | 2158      |

Anmerkung: ab 1897 Volkszählungsdaten

## Verkehr
Von Krasnoje nach Süden verläuft die Regionalstraße 14K-10 über das benachbarte Rajonzentrum Alexejewka nach Waluiki. In westlicher Richtung führt die Regionalstraße 14K-7 über Tschernjanka nach Korotscha, wo sie an die 14K-1 in das Oblastzentrum Belgorod anschließt.
Die nächstgelegene Bahnstation befindet sich knapp 30 km südöstlich bereits in der Oblast Woronesch in der Stadt Ostrogoschsk an der Strecke Waluiki – Liski – Balaschow – Pensa.